# توني دالارا

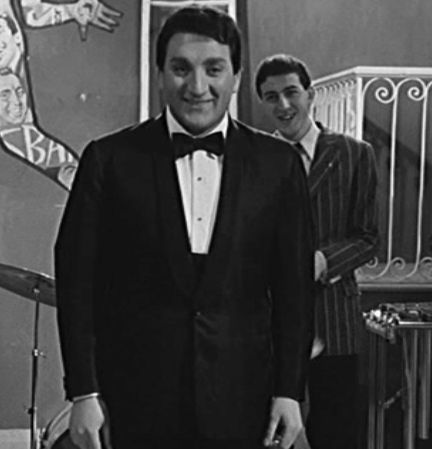
يؤدي توني دالارا عرضًا في مهرجان كانزونيسيما (1961).

أنطونيو لارديرا ( كامبوباسو، 30 يونيو 1936) المعروف باسم توني دالارا، هو مغن وشخصية تلفزيونية وممثل إيطالي.

## روابط خارجية
- توني دالارا في قاعدة بيانات الأفلام على الإنترنت